# 约翰·麦卡蒂
约翰·喬治·麦卡蒂（英語：John George McAtee，1999年7月23日—）是一名英格蘭職業足球運動員，司職前鋒，現效力英甲俱乐部博尔顿。

## 球會生涯

### 施鲁斯伯里镇
麦卡蒂首次代表球會上場是2016年7月季前友誼賽作客對斯陶爾布里奇，首次在英格兰足球联赛上場則是2016/17球季閉幕日以2-0輸給牛津联的比賽，他在84分鐘入替。隨後他與球會簽下一年職業合約至2018年結束。
2017年9月30日，他被外借至黑爾斯歐文鎮為期一個月，後延長租借期至聖誕節。縱使黑爾斯歐文鎮主教練希望再度延長，但他回到母會之後再被外借到英格蘭足球全國聯賽北球會AFC泰福特聯至2018年2月.。
2018年8月4日，他被外借到全國聯北球會阿什頓聯一個月。9月26日，麦卡蒂被外借回AFC泰福特聯至季末，但在12月21日他被改為外借到同一聯賽的球會柯曾阿什頓一個月，後來延長至季末。2019年夏天，他被施鲁斯伯里镇放棄釋出。

### 斯坎索普联
2019年7月8日，麦卡蒂與英乙球會斯坎索普簽約加盟，並在2020年1月18日打進在球會首球，使球隊以2-2打平布拉德福德。

### 格林斯比镇
2021年6月8日，麦卡蒂拒絕與斯坎索普联續約，改與格林斯比镇簽約兩年加盟，第三度與教練保羅·赫斯特團聚，據報格林斯比镇為此需要支付賠償金。2021年8月28日，他首戰便打進在球會首顆進球，以1-0擊敗韋茅夫。他在球會第一季便當選球隊年度最佳球員和最佳年青球員。
英格蘭足球全國聯賽晉級附加賽半決賽對雷克瑟姆，他打進一球使球隊以5-4進入決賽。決賽對索利赫爾摩爾的比賽亦取得入球，助球隊以2-1取勝，下季返回英格兰足球联赛。

## 個人生活
麦卡蒂的弟弟詹姆斯·麦卡蒂也是一名足球員，現效力曼城。

## 榮譽
甘士比
- 全國聯晉級附加賽決賽：2022

個人
- 格林斯比镇年度最佳球員：2021–22
- 格林斯比镇年度最佳年青球員：2021–22